# Qeqertarsuaq (Avannaata)
Qeqertarsuaq (zastarale Qeqertarssuaq, v inuktunu Qikiqtarhuaq) je zaniklá osada v kraji Avannaata v Grónsku. Nachází se asi 23 km jihozápadně od Qaanaaqu a 42 km jihovýchodně od Siorapaluku na Herbertově ostrově (grónsky Qeqertarsuaq). Název osady "Qeqertarsuaq", který má společný s mnoha osadami a ostrovy, znamená v západním dialektu i v inuktunu "velký ostrov".
Na začátku osmdesátých letech měla osada asi 40 obyvatel kvůli velkému množství zvířat v okolí. Od té doby se mnoho lidí přestěhovalo do Qaanaaqu kvůli lepším infrastrukturám a službám. V roce 1985 tu žilo už pouze 25 obyvatel, v roce 1990 17 obyvatel, v roce 1996 už jenom 10 obyvatel. V roce 1994, kdy tu žilo 17 obyvatel, byl v osadě uzavřen malý obchod, protože osada byla již považována za málo obývanou a od případných zůstávajících obyvatel bylo očekáváno, že se uživí lovem. V roce 1997 tu žili už pouze 4 obyvatelé, v roce 2005 tu byli ještě 2 obyvatelé, od roku 2006 byla osada považována za zaniklou. Existuje tu několik, stále zachovalých, ale již částečně zchátralých domů, které jsou často vyhledávány lovci, rybáři nebo turisty z Qaanaaqu. Nacházela se tu také škola s knihovnou, propojená s kostelem, která byla uzavřena kvůli tomu, že v osadě nežily již žádné děti ve školním věku.